# Boccioleto
Boccioleto – miejscowość i gmina we Włoszech, w regionie Piemont, w prowincji Vercelli.
Według danych na rok 2004 gminę zamieszkiwało 277 osób, 8,4 os./km².